# Alweg

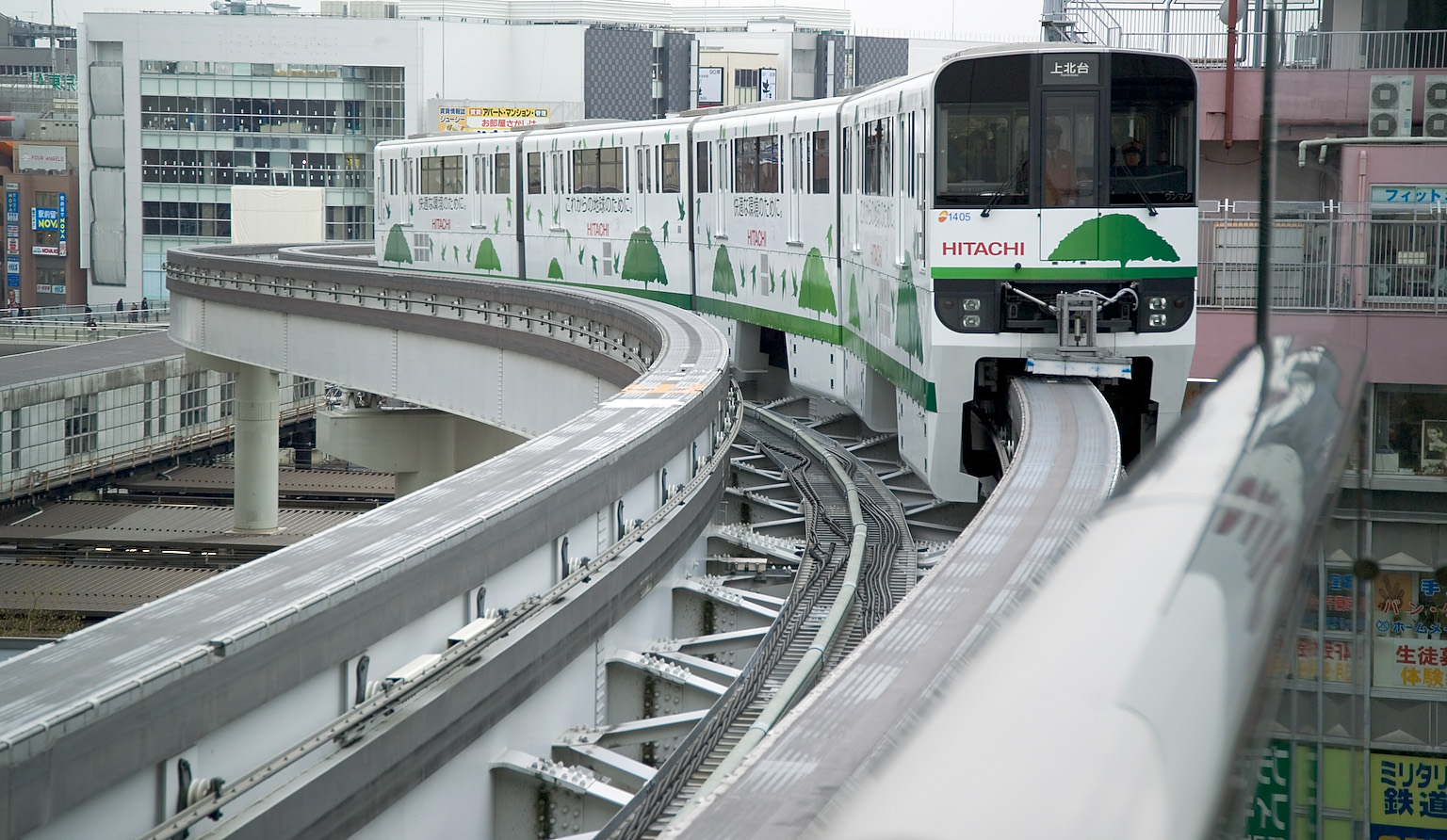
Tama Toshi i Tokyo, byggd av Hitachi-Alweg Division.

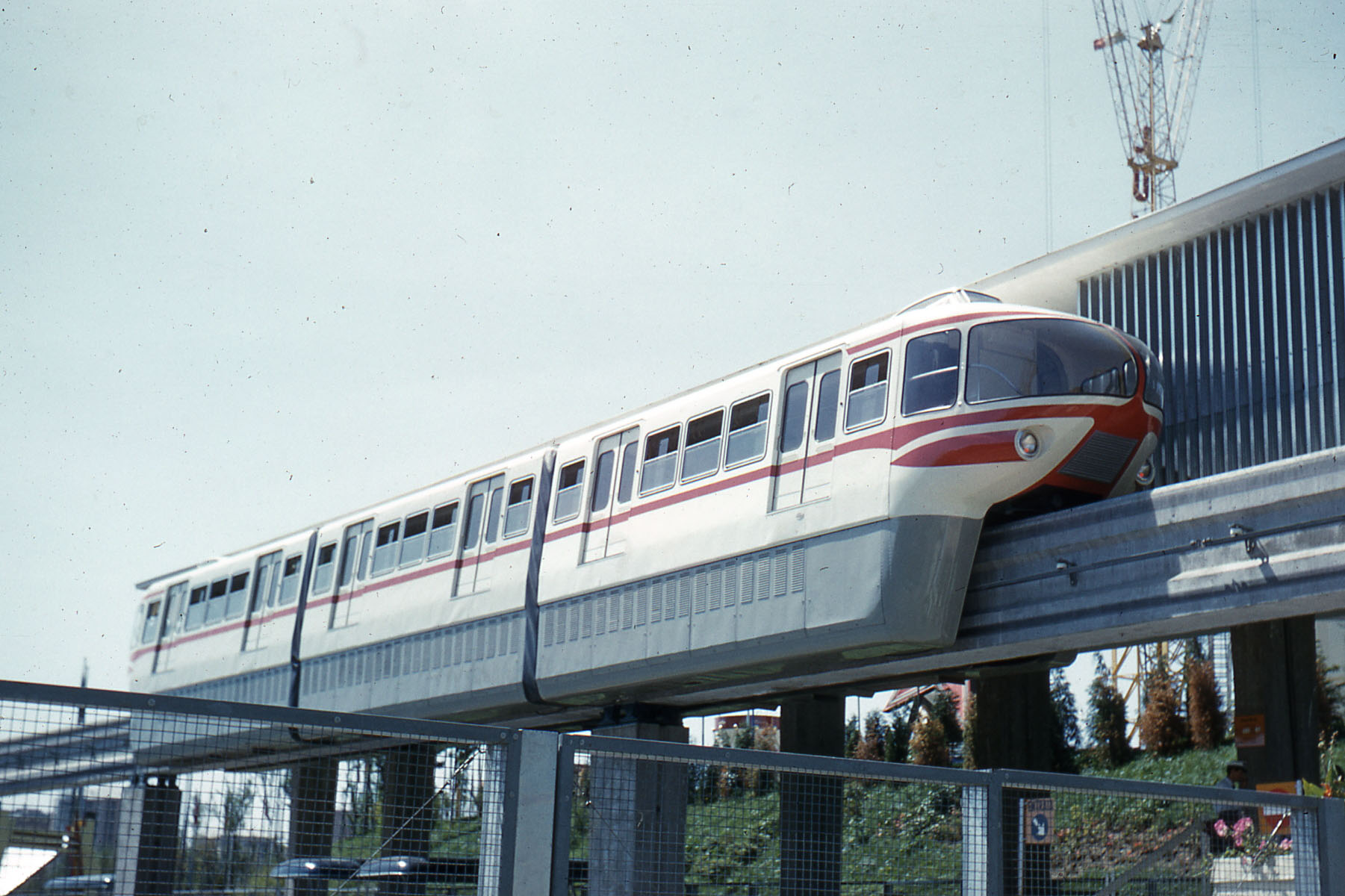
Turin Monorail.

Alweg, av företaget skrivet ALWEG, var ett transportföretag som var pionjärer för det grenslande monorailsystemet.

## Historia
Alweg grundades 1953 av den svenske industrimagnaten doktor Axel Wenner-Gren. Företagets namn var Alweg-Forschung GmbH (Alweg Forskningsbolag) och det hade sitt säte i Fühlingen utanför Köln. Bolaget var en avknoppning av Verkehrsbahn-Studiengesellschaft (Forskningsgruppen för transitjärnvägar), som redan året före har lagt fram sitt första förslag på monorailkonstruktion och prototyper. Namnet Alweg var en akronym av Axel Wenner-Grens namn (Axel Lennart Wenner-Gren).
Alweg är mest känt för att ha utvecklat Disneylands monorailsystem, som öppnade 1959, och Seattle Center Monorail, som invigdes till 1962 års utställning Century 21 Exposition. Båda systemen är fortfarande i drift. Seattle Center Monorail använder fortfarande Alwegs originaltåg som numera har gjort tjänst över 160.000 mil. År 1963 föreslog Alweg ett monorailsystem för staden Los Angeles. Detta skulle konstrueras, byggas, drivas och underhållas av Alweg. Alweg lovade att ta hela den finansiella risken för projektet, och systemet skulle återbetala sig genom försäljningen av färdbiljetter. Stadens kommunstyrelse avslog förslaget och valde att inte ha någon tågtrafik alls.
Alwegs teknik licensierades 1960 till Hitachi, som fortsätter att bygga monorailsystem över hela världen vilka är baserade på Alwegs teknik. Världens mest trafikerade monoraillinje, Tokyo Monorail, blev färdig 1964 och hade utförts av Hitachis dåvarande division Hitachi-Alweg.
När Alweg fick finansiella svårigheter, togs driften i Tyskland över av Kruppverken. Verksamheten vid Alwegs dotterbolag Wegematic i Seattle upphörde 1964. Delar av tekniken som användes i Disneylands monorail förvärvades av Bombardier Transportation.